# Fanotró

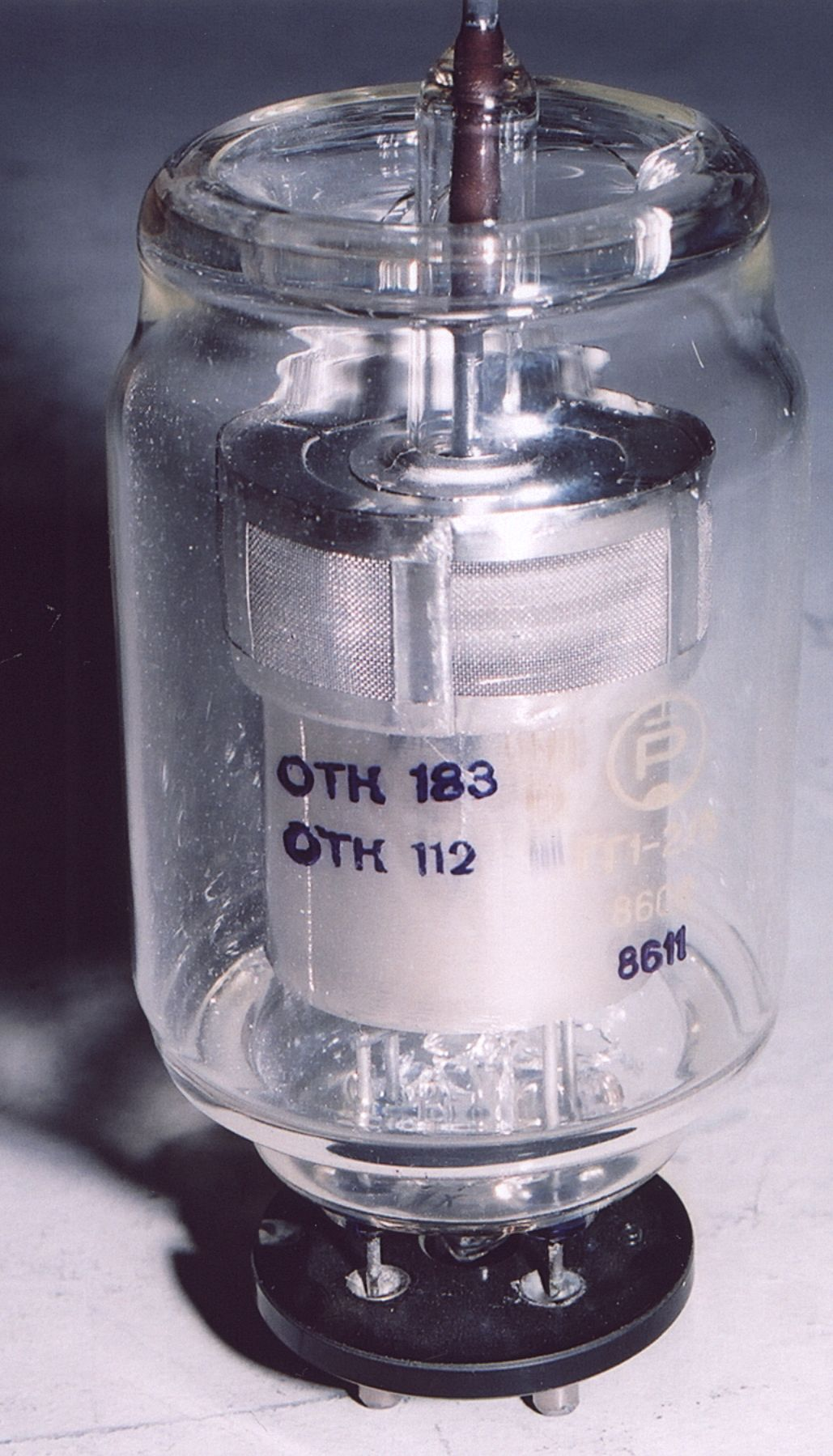
Fanotró GG1-2 / 5 (ГГ1-2 / 5)

El fanotró o phanotron és una vàlvula de gas de dos elèctrodes constituïda per un  recipient de vidre o d'acer que conté un càtode termoiònic i un ànode de grafit tancats amb un gas a baixa pressió o  vapor de  mercuri.
Funcionalment, el  fanotró  és una vàlvula termoiònica semblant a un díode de buit però plena de gas. S'utilitza per a la rectificació de corrent altern de gran intensitat, cas en què un dispositiu de buit és molt difícil per raó del nombre limitat d'electrons que pot produir un càtode termoiònic.
El seu funcionament és idèntic al del díode de buit i el seu símbol en els esquemes elèctrics i electrònics és el mostrat a la imatge.

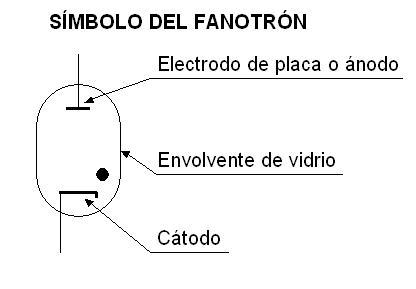
Fanotró.

En el trajecte cap a l'ànode, els  electrons emesos pel càtode d'aquestes vàlvules xoquen contra els àtom s del gas, la qual cosa genera ions positius i electrons lliures. Aquests electrons es dirigeixen cap a l'ànode del tub. Els ions positius  emigren cap al càtode. Això afavoreix encara més l'emissió de  càrregues negatives.
Per tant, s'obtenen corrents d'ànode molt més intenses que mitjançant l'ús d'una vàlvula de buit. Per aquesta raó els fanotrons resulten particularment adequats per a rectificació indústria de  corrents alterns.
Es fabriquen fanotrons capaços de proporcionar intensitats compreses entre 0,1 i 100 A i, alhora, suportar tensions inverses de bec superiors a 15 kV. Per tal de limitar el corrent a un valor que no danyi la vàlvula, els fanatrons han de treballar sempre en sèrie, amb una resistència limitadora adequada.